# بيتر كيس (سياسي)
بيتر كيس هو مهندس وسياسي مجري، ولد في 11 يونيو 1959 في Celldömölk ‏ في المجر، وتوفي في 29 يوليو 2014 في بودابست في المجر بسبب مرض. نشط حزبياً في حزب العمال الاشتراكي المجري والحزب الاشتراكي المجري (7 أكتوبر 1989 – 7 أكتوبر 1989).

## مناصب
- انتخب Minister in charge of the Prime Minister's Office ‏ (1 يوليو 2007 – 16 أبريل 2009).
- انتخب وزير العمل ‏ (1 ديسمبر 1995 – 7 يوليو 1998).
- انتخب عضو الجمعية الوطنية المجرية ‏ وقد انضم خلال فترته النيابية ‏ (12 أكتوبر 1992 – 27 يونيو 1994) للكتلة البرلمانية الحزب الاشتراكي المجري.
- انتخب عضو الجمعية الوطنية المجرية ‏ عن دائرة Individual Constituency Budapest No. 6 ‏ وقد انضم خلال فترته النيابية ‏ (28 يونيو 1994 – 13 مايو 2010) للكتلة البرلمانية الحزب الاشتراكي المجري.
- انتخب عضو الجمعية الوطنية المجرية ‏ وقد انضم خلال فترته النيابية ‏ (14 مايو 2010 – 5 مايو 2014) للكتلة البرلمانية الحزب الاشتراكي المجري.
- في الانتخابات البرلمانية المجرية 2014 [الإنجليزية]‏، انتخب عضو الجمعية الوطنية المجرية ‏ عن دائرة الدائرة الفردية الحادية عشر في بودابست [الإنجليزية]‏ وقد انضم خلال فترته النيابية ‏ (6 مايو 2014 – 29 يوليو 2014) للكتلة البرلمانية الحزب الاشتراكي المجري.